# Елена Блаватска
Елена Петровна Блаватска (на руски: Елена Петровна Блаватская; на английски: Helena Petrovna Blavatsky, по баща Хан, известна и като Упасика, Рада-бай, както и с латинските си инициали HPB) е руска и американска писателка, авторка на мистична литература и пътеписи, философ с принос към езотеричната философия, съоснователка на организацията Теософско общество.
Мненията за дейността ѝ са силно поляризирани. Докато за едни тя е възвестител на мъдростта от Изтока и талантлив писател, за други тя е шпионин и измамница. Блаватска твърди, че е ученик и пратеник на учители (наричани от нея махатми), представители на древна традиция. Тя обявява традицията на махатмите за източник на всички основни религии. Представя ги като хора със знания, превъзхождат тези на съвременниците им. По някои въпроси Блаватска е поддръжник на гледната точка на науката, а по други, например по въпроса за антропогенезата, се придържа към представи, по-близки до митологичните. Тя приема еволюцията на живите организми, но отрича Дарвиновото учение за естествения подбор и за произхода на човека. Блаватска твърди, че учението на източните учители, същите тези махатми, пристигало под формата на „малки бележки“, падащи от тавана! Блаватска получавала послания и през нейния часовник с кукувица, който последователите ѝ определят като „духовен телеграф“.
За многобройни пасажи от нейните съчинения е доказано, че са заимствани от различни трудове.
Блаватска е един от предвестниците на зараждащия се спиритизъм в САЩ. Тогава спиритизмът е бил разглеждан като нещо средно между псевдонаука и псевдорелигия, даващ утешение на онези, в чиито очи християнството води неравна битка със злото и които науката е разочаровала с материализма си. Именно тази битка както срещу религията, така и срещу науката е причина делото на Блаватска да добие популярност. Основаната от нея организация „Теософско общество“ има за цел да го превърне от спиритични сеанси с цел развлечение в учение със стройна организация и ясно дефинирани цели. Разпространяваните от Обществото идеи на Блаватска, нейни или заимствани от други автори, и такива, силно повлияни от будизма и индуизма, са оказали значително влияние в политиката, изкуството и религията.

## Биография

### Ранни години
Елена Блаватска е родена на 12 август 1831 г. в Екатеринослав (дн. Днипро), Украйна. Баща ѝ Пьотр Алексеевич Хан е полковник от руската армия, а майка ѝ Елена Андреевна Фадеева е писател, автор на няколко романа. Родителите ѝ често пъти били дотолкова заети, че оставяли дъщеря си на прислужниците. Те ѝ разказвали множество народни суеверия, а на свой ред малката Елена твърдяла, че вижда и контролира тайнствени същества, както и че владее телекинеза и може да мести различни предмети със силата на ума си.
Майка ѝ умира, когато Елена е на 11 години, макар че по-късно Блаватска твърди, че това се е случило много по-рано. На 17 години е омъжена за Никифор Блаватски, но тъй като бракът така и не бива консумиран, след три месеца Блаватска го изоставя. Запазва обаче фамилията на благородника и бяга в Истанбул. Годината е 1848.

### Бягство и завръщане в Русия
По твърдения на самата Блаватска, след престоя си в Истанбул тя посещава множество места, за които се говори, че са заредени с езотерична сила, че е била приета в масонски ложи, че е посещавала Тибет, където е черпила знания от учители, живеещи в пещери (махатми). Разказва и множество истории за пътешествията си. За себе си разказвала, че е била концертиращ пианист, цирков артист, любовница на оперен певец, че се е сражавала на страната на Гарибалди в битката при Ментана, където е била „извадена от ров с трупове, с лява ръка, счупена на две места, с куршум от мускет в дясното рамо и в крака, с кама, забита в сърцето“.
През 1858 г., след 10-годишно странстване по света, Блаватска решава да се завърне в родината си. Не поставя обаче точка на интересния живот. Следват множество любовни афери.
За нея е известно, че има син Юри, за когото не е ясно дали е неин или е осиновен. Юри умира на 5-годишна възраст. По думите на Блаватска тя е обичала сина си толкова силно, че смъртта му разклаща вярата ѝ в Господ.

### Начало на спиритичната дейност
През 1871 г. тя се изявява като медиум в Кайро, където провежда спиритически сеанси, но разбунва духовете когато дълга ръкавица, пълна с памук, е била намерена в нейната стая. Същата ръкавица е висяла от тавана и е трябвало да представлява ръката на материализиран призрак. Разобличена в мошеничество, Блаватска бързо отпътува от Кайро към Париж. По-късно тя твърди, че е прекарала това време в Тибет, където твърди, че е получила знания от източни мъдреци, но свидетелствата говорят, че до идването си в Ню Йорк през 1873, Блаватска не е била в Тибет. Още повече, по това време, границите на Тибет са строго охранявани от китайски, британски и руски граничари, следящи за военни шпиони в региона . Историите на пътуванията на Блаватска са често противоречиви: по нейни думи, тя е била на практика едновременно в Египет и Индия.

### Ню Йорк. Основаване на Теософското общество
В Ню Йорк, Блаватска първо живее при свои приятели журналисти, които откриват, че оставени от тях фотографии биват мистериозно обагрени през нощта с акварели от „призраци“. Интересът към тези събития изчезнал, щом Блаватска била хваната през нощта с четки и боя.
В Ню Йорк Блаватска започва да привлича внимание с екстравагантността си. Вярва, че обличането е част от мистичен ритуал. Носи забрадка и големи традиционни руски рокли, държи цигарите си в животински череп, а в къщата ѝ е била украсена с препариран павиан, държащ под ръка ръкопис от лекция по „Произход на видовете“. Блаватска е била противник на Дарвиновата теория на еволюцията и с препарираното животно в дома си е карикатурирала „лудостта на науката“, а самата теория на еволюцията тя е приемала за „материалистично учение“.
През 1875 г. Блаватска основава, с помощта на Хенри Олкът и други, организацията Теософско общество. Първоначално обществото е нямало име и основателите му са предлагали наименования като Херметично, Египетско, Розенкройцерско. Един от тях, търсейки в речника, попада на думата теософско, която в крайна сметка бива избрана за име на обществото. Олкът, Блаватска и други теософи заживяват в голям апартамент в Ню Йорк, който наричат Lamasery (будистки манастир). Скоропостижно, голяма част от основателите на Теософското общество го напускат, а новоприсъединилите се били малък брой.
Същата година Блаватска се жени повторно за Майкъл Бетанели. Изглежда това е друг неконсумиран брак по сметка. Няколко месеца по-късно Блаватска получава американско гражданство
През 1877 г. Блаватска публикува първата си книга, Разбулената Изида. Блаватска твърди, че съдържанието на книгата ѝ е било диктувано от тайнствени учители от отвъдното по мистичен път. Критици идентифицират между 100 и 1000 преписани, без позовавания, пасажи. За Блаватска присъствието на тези пасажи в други книги, излезли преди Разбулената Изида, е доказателство за нейната окултна сила и за това, че е знание от отвъдното, което е било продиктувано и на други преди нея от учителите, които са го включили в книгите си. Макар и тиражът да е изкупен от поддръжниците на Теософското общество, критиката определя книгата като „Боклук за изхвърляне“ (New York Sun) и „Чиния каша“ (Springfield Republican). New York Times не обръща внимание на новоизлязлата книга.

### Престой в Индия
След развода си с Бетанели през 1878 г. Блаватска, Олкът и други членове на Теософското общество заминават за Индия с цел да изучават будизма и индуизма. В Адяр, близо до Мадрас, те основават клон на Теософското общество. Блаватска и сътрудниците ѝ правят множество сеанси за популяризиране на теософията. На тези сеанси Блаватска се изявява като медиум и получава знание от тибетските учители (които тя нарича махатми). Блаватска твърди, че получава писма с мъдрости и съвети от „махатмите“ от оня свят, които се материализират от въздуха в ръката ѝ. За някои писма „махатмите“ идвали с астралните си тела, които се материализирали на сеансите и предавали писмата. Блаватска била разобличена, че е наемала актьори да се превъплътят в един от появявалите се „махатми“.
През 1884 г. Ричърд Ходжсън от Лондонското общество за психични изследвания започва разследване за истинността на паранормалните явления, съпътстващи сеансите на Блаватска. В това общество имало три главни течения, хората от първото били убедени в спиритизма, вторите били противници, а според третото течение явленията трябвало да се изследват безпристрастно с научни методи. Ходжсън бил от първите и преди пристигането си в Индия бил склонен да приеме истинността на твърденията на Блаватска за появяващи се от въздуха писма и прочее. След като приключил разследването си, обвинил Блаватска в мошеничество по всички нейни твърдения. В доклада си, станал основа за последвалия скандал и раздори в Теософското общество, Олкът е обявен за лековерен, а Блаватска за „една от най-изисканите измамници в историята“. Приятелството между двамата приключило, като Блаватска обявила Олкът за „суетен празнодумец“.
Скандал се разраснал, между Блаватска и друга нейна предишна сътрудничка – Ема Кулон, на чиито свидетелства се опирал в немалка степен докладът на Ходжсън. Кулон продала на местен мисионерски вестник писма от Блаватска, от които ставало ясно, че Блаватска сама пише „писмата от Махатмите“. Блаватска обвинява Кулон, че е фалшифицирала нейните писма. Същевременно, и други членове на Теософското общество започнали да „получават“ писма от махатмите, като този път вместо непротиворечиви древни истини, писмата съдържали инструкции за справяне със злободневните проблеми на Теософското общество. Така, друг член на Теософското общество, Франц Хартман, също започнал да получава писма от махатмите, като един му казвал, че Кулон и съпругът ѝ трябва да бъдат изгонени от Теософското общество, а друг му казвал точно обратното . „Комуникацията“ между Великото бяло братство на махатмите и земния свят излязло от контрола на Блаватска и писма започнали да се разменят във всички посоки. В крайна сметка, Олкът наредил на Блаватска да напусне Индия.
След заминаването си от Адя, Блаватска се отправя към Европа, където работи върху своя magnum opus „Тайната доктрина“.

### Дейност в Европа и смърт
След заминаването си от Индия, Блаватска първо се установява в Германия, където работи върху „Тайната доктрина“, която бива издадена през 1888 г.. Книгата е в два тома – Космогенеза и Антропогенеза. Във втория том е представен мит, който разказва за седем раси, които са обиватавали или ще обитават Земята в различни епохи. Сред тези раси са астралите (чисти духове), лемурианците, хиперборейци (от днес изчезнал континент), лемурианците (които са най-низши в духовно отношение), арийците (раса на надеждата) . Книгата е представена като коментар на Блаватска по текст, наречен „Станси на Дзиан“, който тя е твърди да е видяла в подземен тибетски манастир, запомнила и възпроизвела с помощта на „махатмите“, които продължават да ѝ предават знание по мистичен път.
През 1889 г. се мести в Лондон, където основава списанието „Луцифер“. През 1889 г. излизат „Ключът към теософията“ и „Гласът на безмълвието“. Към края на живота си Блаватска се бори с болестта на Брайт, сърдечни проблеми и ревматизъм. Умира на 8 май 1891 г. в Лондон след прекаран грип.

## Влияние на идеите на Блаватска
Трудовете на Блаватска, смесица от нейни оригинални мисли, заимствани от други автори текстове и влияния от будизма и индуизма са оказали голямо влияние извън рамките на Теософското общество.

### РускиСребърен векируски космизъм
Лев Толстой заимства откъси от „Гласът на Безмълвието“ за свои книги с нравствени напътствия. През 1892, Максим Горки се изказва за Блаватска с ирония по отношение на окултните ѝ занимания. През 1912 в писмо до И.А.Румянцев го моли да му изпрати всички книги на Блаватска.. Писателят и литературоведът Андрей Бели открива в теософската доктрина визия за реалността, която съответства на собственото му светоусещане. Много от творбите му са изпълнени с теософско съдържание и са структурирани според теософските принципи. Композиторът Александър Скрябин базира своята теория за композирането на музика като божествена игра непосредствено върху теософската доктрина. Последовател и популяризатор на идеите на Блаватска в Русия е и поетът Максимилиан Волошин.  Активни теософи са също писателката Олга Форш, поетите Константин Балмонт, Николай Мински и Ана Веселовская.
Докато изследователите са единни по въпроса за това, че идеите, съдържащи се в книгите на Блаватска, са оказали влияние върху руския космизъм, мненията им за същността и значението на това влияние се различават. Според Л.Е. Венцковски, М.В. Желнов, Н.Д. Горохова и Н.А. Шубина творчеството на Блаватска е органично свързано с религиозно-философските и културно-историческите традиции на Русия и лежи в руслото на руския космизъм. От друга страна, Б.М. Владимирски и Л.Д. Кисловски смятат, че в много отношения принципите на теософията се разминават с философския космизъм, представен от Николай Бердяев, Владимир Соловьов и Павел Флоренски. Б.М. Владимирски и Л.Д. Кисловски обръщат внимание върху факта, че първите теософски организации в Русия са регистрирани много след смъртта на Блаватска – чак през 1908, и поддържат тезата, че теософските митове са „внос“ в руския космизъм и са били възприемани с ентусиазъм поради всеобщото „брожение на умовете“ в Русия в началото на XX век.
Значително е и влиянието на теософията върху редица представители на космизма в изкуството. Сериозен интерес към идеите на Блаватска проявяват членовете на обединението на художници-космисти „Амаравела“. Към идеите на Блаватска ги приобщава художничката Вера Пшесецкая (Руна), която е с теософски убеждения.

### Влияние върху нацистката идеология
Хайнрих Химлер е бил предан последовател на расовите теории на Блаватска. В основата на идеологията на СС са идеите на Блаватска, както и на Алистър Кроули. Петата раса, въведена от Блаватска: арийската, е в основата на теориите на нацисткия режим за превъзходство на германската раса. Идеите на Блаватска се смятат от някои автори за начало на нацисткото мислене.

### Ню Ейдж
Много понятия, популяризирани или въведени от Блаватска, са се превърнали в неизменна част от идеологичния инструментариум на различните Ню Ейдж движения и техните последователи. Сред тях са идеите за прераждане, Велики Учители, висши равнини, викане на духове, паранормалните способности на жителите на Атлантида.
Основателите на различни Ню Ейдж и сродни движения и техни предвестници са били повлияни от Блаватска или първоначално са били членове на Теософското общество (като Рудолф Щайнер). Основаното от Елена и Николай Рьорих движение Агни Йога (Жива етика) заимства множество теми от учението на Блаватска. Елена Рьорих прави първия превод на Тайната доктрина на руски.
От идеите на Блаватска се вдъхновява и руският офталмолог и псевдоучен Ернст Мулдашев в книгите си на мистична тематика .

### Други влияния
По думите на Джеймс Джойс, „не може да бъде разбрано значението, символизъма и смисъла на лайтмотивите му (на романа „Одисей“) без да се познават езотеричните теории, на които лежи тази работа“.
В младите си години член на Дъблинския клон на Теософското общество е бил и Уилям Бътлър Йейтс. Първите му познания за езотеричната философия идват от книгата „Езотеричен будизъм“ на сътрудника на Блаватска от Индия Алфред Синет. Йейтс се отказва от теософските идеи след като се сблъсква с множеството противоречния на окултизма и в частност тези на теософията.
С Блаватска се запознава, докато е студент по право в Университетския колеж Лондон, и Махатма Ганди. По-късно той споделя, че книгите на Блаватска, най-вече „Ключът към теософията“, са му показали стойността на индуистките учения, представени в тази книга. Това убеждение, по думите на Ганди, му е дало моралната сила и авторитета да се противопостави на британското управление в Индия.
Руският художник Василий Кандински е вярвал в теориите на Блаватска, че материалният свят скоро ще свърши и избрани души ще могат да общуват бидейки под формата на „чиста мисъл“.

## Стогодишен юбилей от смъртта
През 1991, когато е стогодишният юбилей от смъртта на Блаватска, нейни последователи разпространяват мистификацията, че 1991 е обявена за „Международна година на Блаватска“ от ЮНЕСКО. Това не намира потвърждение в календара на отбелязваните от ЮНЕСКО събития и честване на годишнината от смъртта на Блаватска дори не е било предлагано, а ЮНЕСКО официално отричат разпространената информация..
Последователите на Елена Блаватска отбелязват годишнината с паметни чествания, откривания на плочи.

## Съчинения
- „Разбулената Изида“ (1877)
- „От пещерите и дебрите на Индустан“ (1880)
- „Магьосниците от сините планини“ (1883)
- „Тайната доктрина“ (1888)
- „Гласът на Безмълвието“ (1889)
- „Ключ към теософията“ (1889)
- „Теософски словар“ (1892, посмъртно)
- „Окултни изследвания“
- „Основи на теософията“